# Mike Joseph
Mike Joseph född 27 juni 1991 i Södertälje, är en svensk basketspelare (point guard) och kapten från Södertälje BBK. 
Mike Joseph började spela basket när han var sju år gammal och gick Igelstavikens gymnasiums program med elitprofil, där han gick ut våren 2010. Han är 184 cm lång. Han har medverkat i U18 och U20 landslagen och var delaktig i den svenska niondeplatsen vid U20-EM i Bilbao. Han var delaktig i det svenska U23 landslaget som deltog i den Olympiska Universiaden i Kazan, Ryssland sommaren 2013. Han debuterade i Södertälje Kings säsongen 2008/2009 och blev lagkapten säsongen 2014/2015. Med Södertälje Kings har han vunnit fyra SM-guld och ett SM-silver. 